# Rafael Cebrián Gimeno
Rafael Cebrián Gimeno (València, 1934) és un muntanyer i escriptor valencià.
És autor de la col·lecció Muntanyes Valencianes, un clàssic de la bibliografia muntanyera mediterrània i d'altres títols d'excursionisme cultural, i possiblement és l'escriptor valencià més prolífic en l'obra d'itineraris de muntanya i patrimoni rural. Rafael Cebrián s'ha destacat com un dels pioners de l'excursionisme valencià, i des de ben jove ha estat compromés amb l'activitat esportiva i cultural vinculada a la muntanya.
Junt amb Palmira Calvo són pares d'Elena Cebrián Calvo, Consellera d'Agricultura, Medi Ambient, Canvi Climàtic i Desenvolupament Rural de la Generalitat Valenciana entre 2015 i 2019.

## Biografia
L'any 1948 entra al Centre Excursionista de València, entitat de la qual fou president entre els anys 1971 i 1976, també és membre de diverses entitats culturals vinculades a l'excursionisme i a la cultural com la Reial Societat Geogràfica d'Espanya, la Reial Societat Econòmica d'Amics del País de València, l'Associació Espanyola d'Amics dels Castells Arxivat 2008-02-21 a Wayback Machine., Associació Valenciana de Periodistes i Escriptors de Turisme. És membre fundador del Grup Espeleològic Vilanova i Piera, de la Diputació de valència i membre de l'Escuela Española de Alta Montaña (E.E.A.M.) de la Federació Espanyola d'Esports de Muntanya i Escalada (F.E.D.M.E.) i és Guia Acompanyant de Muntanya de l'Associació Espanyola de Guies de Muntanya.
Fou un dels valencians pioners en l'escalada al Penyal d'Ifac, on va participar el 1959 en la descoberta de l'entorn de la via d'escalada Los Valencianos amb els escaladors de l'època Miguel Gómez, Antonio Martí Mateo i Ángel Tébar.
La seua activitat muntanyera ha estat diversa, fent d'instructor i guia en alpinisme, escalada, espeleologia, esquí de muntanya i salvament, a més ha realitzat ascensions als Pirineus, Pics d'Europa, Gredos, Sierra Nevada, i expedicions i escalades a l'Atles, als Alps, Andes, Kilimanjaro, Patagònia, Nepal, Cap Verd, és professor de l'Escola Valenciana d'Aire Lliure i de l'Institut Valencià d'Excursionisme i Natura (IVEN). L'any 1978 tingué un greu accident d'escalada que l'obligà a abandonar les escalades d'envergadura i dedicar-se a l'excursionisme. És sobretot conegut per ser autor dels nou volums de la col·lecció Muntanyes valencianes, que mostren els recursos excursionistes i naturals del territori valencià, així com d'altres publicacions i articles sobre paratges, cims, arquitectura tradicional, i castells al territori valencià.

## Obra
- 1981 Montañas valencianas I. Servei de Publicacions, Centre Excursionista de València.
- 1983 Montañas valencianas II. Servei de Publicacions, Centre Excursionista de València.
- 1986 Montañas valencianas III. Valle de Ayora, curso del Cabriel, Contreras y los Cuchillos de Fuenseca, Montes de Ranera, la cuenca del Túria, la Sierra del Tejo, las sierras orientales. Servei de Publicacions, Centre Excursionista de València.
- 1991 Montañas valencianas IV. Comarcas alicantinas. Servei de Publicacions, Centre Excursionista de València.
- 1994 Montañas valencianas V. Sierra Mariola, El Carrascar de la Font Roja, La Serreta, Las Sierras de la Carrasqueta y Els Plans.Servei de Publicacions, Centre Excursionista de València.
- 1997 Montañas valencianas VI. Comarcas alicantinas, Sierra de Aitana y Puig Campana, Sierras de Serrella, Xortá, Bèrnia y del Ferrer, el Peñon de Ifac. Servei de Publicacions, Centre Excursionista de València.
- 1999 Montañas valencianas VII. Sierra Espadán. Servei de Publicacions, Centre Excursionista de València.
- 2000 Montañas valencianas VIII. La cabecera del Palancia. Servei de Publicacions, Centre Excursionista de València.
- 2001 Montañas valencianas IX. La Tinença de Benifassà. Servei de Publicacions, Centre Excursionista de València.
- 2002 Paratges màgics de la Comunitat Valenciana, amb Francesc Jarque (Fundació Bancaixa).
- 2004 Por las cumbres de la Comunidad Valenciana: 50 montañas escogidas. Centre Excursionista de València.
- 2005 Los castillos de montaña en la Comunidad Valenciana I. Centre Excursionista de València.
- 2006 Altea, mar y montaña. Rutas excursionistas por la Marina Baixa. Aitana Editorial.
- 2008 Macizo del Caroig: GR 237 y su red de senderos de pequeño recorrido. Asociación Macizo del Caroig.
- 2009 Caminando por al Alto Mijares. Centre Excursionista de València.
- 2010 Los castillos de montaña en la Comunidad Valenciana II. Centre Excursionista de València.
- 2011 Los castillos de montaña en la Comunidad Valenciana III. Centre Excursionista de València.
- 2011 Arquitectura de la piedra seca: 14 itinerarios. Caminos y paisajes. Carena Editors.
- 2013 Senderismo. VV.AA. Generalitat Valenciana.
- 2014 Caminos junto al mar. Carena Editors.
- 2015 Las fortificaciones del Júcar en la Comunidad Valenciana. Carena Editors.[12]

## Curiositat
L'any 1975, J.M Pons, Gustavo Llobet i Pedro J. Notario obren a la muntanya Ponotx la via d'escalada amb el nom de Rafael Cebrián.